# Sylvester (Wirginia Zachodnia)
Sylvester – miasto w Stanach Zjednoczonych, w stanie Wirginia Zachodnia, w hrabstwie Boone.